# Betlejemici
Wspólnota monastyczna od Betlejem, od  Wniebowzięcia NMP i od św. Brunona – katolicka wspólnota mnisza wpisująca się w duchowość kartuską. Ma dwie gałęzie: żeńską i męską. Pierwszą inspirację do jej utworzenia otrzymała grupa francuskich pielgrzymów związanych z zakonem dominikańskim, przebywając na Placu św. Piotra podczas uroczystości ogłoszenia dogmatu o Wniebowzięciu Najświętszej Maryi Panny przez papieża Piusa XII 1 listopada 1950 roku.
Wspólnota monastyczna została zatwierdzona w roku 1993 przez Jana Pawła II.

## Charakterystyka

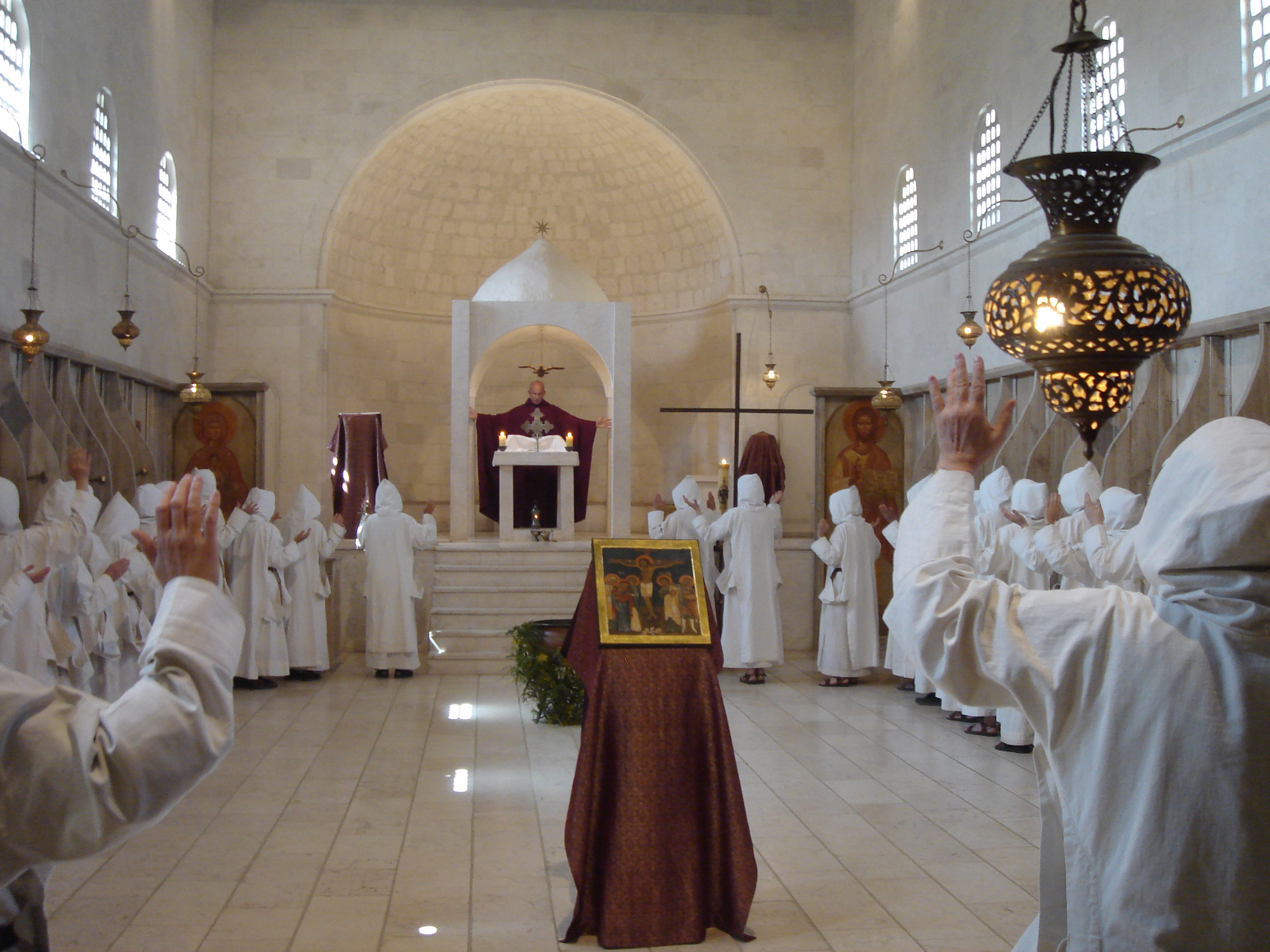
Codzienna Msza św. w kaplicy Rodziny Zakonnej w Betlejem

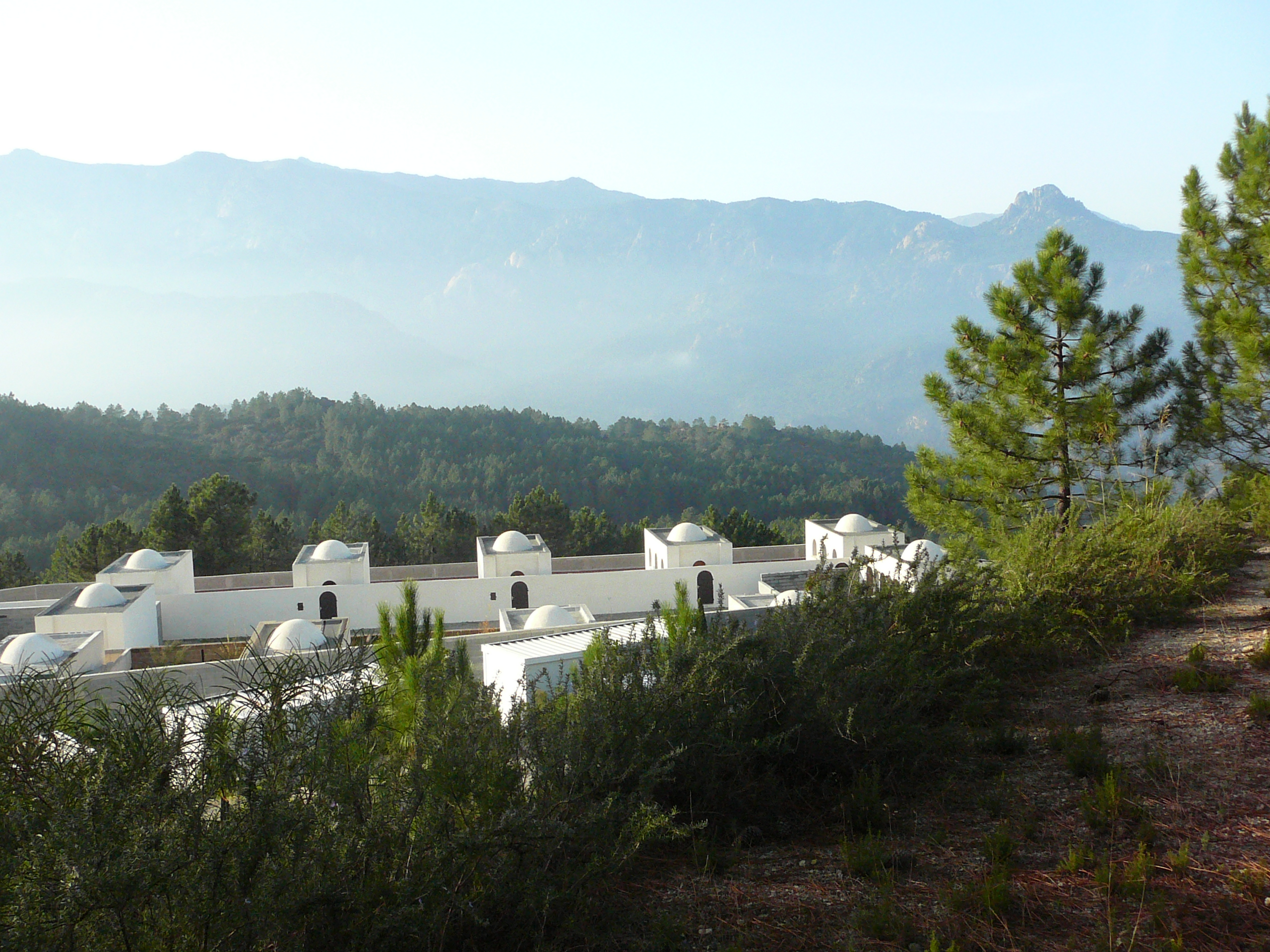
Nowoczesna i prosta architektura jest cechą najnowszych klasztorów Betlejemskiej Rodziny Klasztornej

Życie mnisze w monasterach ma charakter ławry – swego rodzaju kolonii pustelników, formy życia zakonnego powstałej na Wschodzie chrześcijaństwa, która harmonijnie łączy życie w samotności, w pustelni, z życiem wspólnym, będącym istotnym elementem życia Kościoła. Tę formę życia zakonnego w chrześcijaństwie zachodnim zapoczątkował w XI w. św. Brunon z Kolonii, gdy utworzył koło Grenoble pierwszą kartuzję. Mniszki i mnisi żyją w osobnych monasterach. W eremie każdy mieszka w osobnym domku-pustelni. Schodzą się rano i wieczorem na wspólnie sprawowaną Eucharystię oraz główne godziny liturgiczne. Bogata liturgia godzin jest sprawowana zasadniczo według tradycji wschodniej, bizantyjskiej z elementami liturgii kartuskiej. Niedziela jest szczególnym dniem, w którym członkowie monasteru przebywają ze sobą. W tygodniu, poza wspólną liturgią, życie mnisze przebiega w samotności i milczeniu, na modlitwie, pracy. Jednym z elementów formacyjnych, na wzór prawosławnych klasztorów rosyjskich, jest poddawanie swego życia duchowego pouczeniom „starca”, którym są starsze, bardziej doświadczone siostry w monasterach żeńskich i bracia w monasterach męskich. Głównym motywem powołania mniszek i mnichów Betlejem jest adoracja wraz z Marią Wniebowziętą Trójcy Świętej oraz tzw. „trzymanie świętej straży” – eschatologiczne czuwanie w oczekiwaniu na przyjście Chrystusa.
Habit, wzorowany na habicie kartuzów, jest podobny u mniszek i mnichów: składa się z tuniki przepasanej pasem z różańcem oraz z długiego szkaplerza z kapturem. Przód i tył szkaplerza są połączone ze sobą po bokach za pomocą dwóch pasów materiału, które stanowią znak ślubów zakonnych. Mniszki noszą niebieski welon.

## Obecność na świecie
Pierwsza wspólnota sióstr powstała w 1951 roku, natomiast braci w 1976. Zakon liczy obecnie ponad 700 członków.
Klasztory braci znajdują się we Francji, Włoszech oraz dwa w Izraelu. Siostry posiadają 30 klasztorów m.in. w Portugalii, Hiszpanii, Francji, Niemczech, Litwie, Włoszech, Argentynie i Izraelu.

## Betlejemici w Polsce
W roku 1998 powstał w Grabowcu na terenie archidiecezji gdańskiej monaster sióstr betlejemitek.